# Luidia atlantidea
Luidia atlantidea is een kamster uit de familie Luidiidae.
De wetenschappelijke naam van de soort werd in 1950 gepubliceerd door Madsen.